# Gustav Leißner
Theodor Albert Gustav Leißner (* 16. Mai 1890 in Leipzig; † 29. Oktober 1982 in Wiesbaden) war Jurist und von Februar bis Oktober 1946 Oberbürgermeister von Dresden.

## Leben
Gustav Leißner war der Sohn des Postbeamten Martin Richard Gustav Leißner und dessen Frau Minna Anna, geb. Blei. Nach dem Besuch der Gymnasien in Stettin, Berlin und Oldenburg studierte er vor allem Rechts- und Staatswissenschaften in Jena und Leipzig. Er bestand 1911 die erste juristische Staatsprüfung und promovierte anschließend zum Doktor der Rechtswissenschaften. Titel seiner Dissertation war Die rechtliche Stellung des ausserehelichen Kindes nach dem deutschen BGB und dem schweizerischen ZGB
Leißner wurde 1914 zum Militär eingezogen und nach schwerer Verwundung 1915 in Flandern felddienstunfähig. Im November 1916 wurde er als Gefreiter entlassen. Leißner legte noch im gleichen Jahr die zweite juristische Staatsprüfung ab und wurde Richter am Landgericht Torgau.
1918 heiratete Leißner die Ärztin Anna Gertrud, geb. John (1890–1964). 1919 wurde die Tochter Gertrud geboren.

## Berufslaufbahn bis 1945
1917 wechselte Leißner in die Kommunalpolitik, zunächst als Magistratsassessor in Greifswald, dann von April 1918 bis März 1921 in Stettin. Direkt im Anschluss trat Leißner eine Stelle als besoldeter Stadtrat in Meerane an und wurde dort am 1. April 1924 zum Bürgermeister ernannt. Zwei Jahre später wechselte er auf eine Stelle als besoldeter Stadtrat nach Breslau. Im selben Jahr trat er auch in die SPD ein. Wegen der Parteimitgliedschaft wurde Leißner am 25. März 1933 gemäß dem Gesetz zur Wiederherstellung des Berufsbeamtentums entlassen. Außerdem wurde ihm die Zulassung zur Anwaltschaft entzogen.
1934 zog Leißner mit seiner Familie nach Lichtenwalde bei Chemnitz, dem Heimatort seiner Frau. Dort arbeitete er zwischen 1940 und 1944 als kaufmännischer Angestellter in einer Seidenzwirnerei in Markersdorf (heute ein Stadtteil von Chemnitz). Im Anschluss war Leißner juristischer Hilfsarbeiter in einer Chemnitzer Rechtsanwaltskanzlei. Noch 1944 wurde er verhaftet, ins KZ Sachsenhausen eingewiesen und nach mehreren Wochen Haft entlassen. Leißner konnte seine Tätigkeit in der Rechtsanwaltskanzlei wieder aufnehmen und übte diese auch nach Kriegsende weiter aus. 1945 wurde Leißner kurz nacheinander zum Rechtsanwalt und zum Notar ernannt. Außerdem trat er wieder in die SPD ein und wurde durch die Vereinigung von SPD und KPD im April 1946 Mitglied der SED.

## Oberbürgermeister von Dresden
Im Oktober 1945 wurde der damalige Oberbürgermeister von Dresden, Johannes Müller, nach Kritik an den Besatzungsbehörden der Roten Armee mit sofortiger Wirkung entlassen. KPD und SPD schlugen Leißner als Nachfolger vor. Nach Zustimmung durch die Sowjetische Militäradministration in Sachsen (SMAS) wurde Leißner mit Wirkung vom 1. Februar 1946 zum Oberbürgermeister berufen. Feierlich eingeführt wurde Leißner auf einer Sondersitzung des Rats der Stadt am 9. Februar 1946 durch den Präsidenten der Landesverwaltung Sachsen Rudolf Friedrichs. Leißner erklärte in seiner Antrittsrede:

„Ich bin mir der Schwere der Aufgabe völlig bewußt […] ich will in diesem Amt freiwillig höchstens solange bleiben, als ich bei gewissenhafter Selbstprüfung mir die Kraft zutrauen darf und die Möglichkeit sehe, auch an diesem Platz Anwalt des Rechts zu bleiben […] Wir werden es schaffen, weil wir es schaffen müssen!“

Schwerpunkte der von Leißner geleiteten Stadtratssitzungen waren die Probleme der Nachkriegszeit (Nahrungs- und Wohnungsversorgung, Trümmerberäumung, Wiederaufbau sowie Reorganisation von Gewerbe, Bildungswesen und Kultur). Im März 1946 beschloss der Stadtrat nach Leißners Vorlage die Wiederaufnahme der Bezeichnung Landeshauptstadt Dresden im Rechtsverkehr und bei besonderen Anlässen. Zu den repräsentativen Aufgaben Leißners gehörte am 20. Juli 1946 die Eröffnung der wiederaufgebauten Albertbrücke. Auch zur Eröffnung der Ersten Allgemeinen Deutschen Kunstausstellung hielt Leißner eine Rede.
Von der CDU und der LDPD wurden Leißners überparteiliche Sachlichkeit der Amtsführung geschätzt. Unter kritischer Beobachtung stand er von Seiten der SED bzw. vorher der KPD. Sein Stellvertreter und 1. Bürgermeister Walter Weidauer sammelte „belastendes“ Material über Leißner und reichte dies an die SED-Landesleitung und die Besatzungsmacht weiter. Schwerpunkte der Auseinandersetzungen waren Fragen der Personalpolitik und die Enteignung von Industriebetrieben nach dem Volksentscheid in Sachsen am 30. Juni 1946. So machte Leißner, wie andere Parteimitglieder, Bedenken bei der Richtigkeit der Enteignungslisten geltend. Leißner, als in Chemnitz bekannter Jurist, wurde von einigen Firmen auch mit der Wahrung ihrer Interessen betraut. Ebenso zur Last gelegt wurde Leißner von Weidauer, dass er die Ansprüche jüdischer Emigranten vertrat.

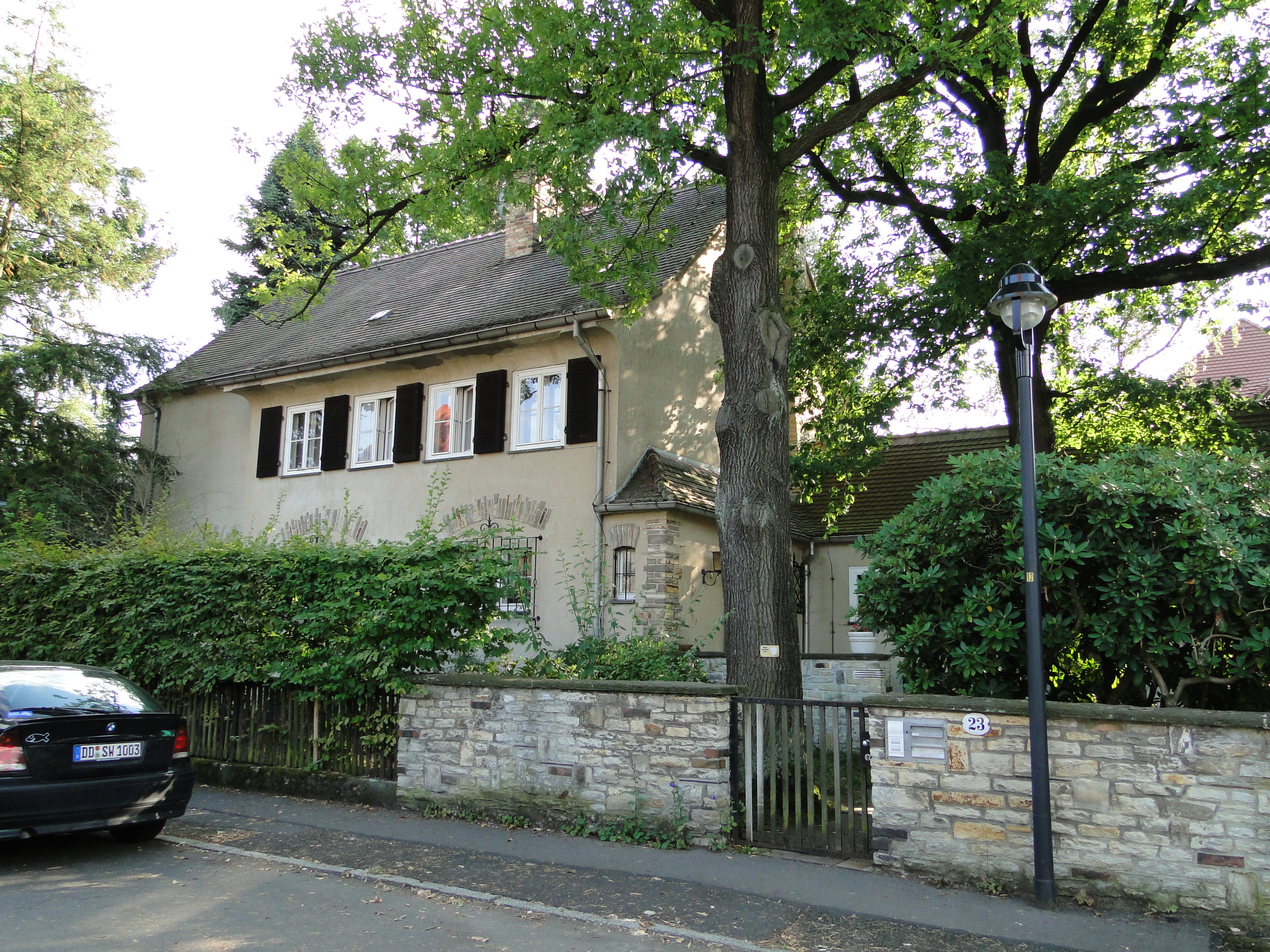
Leißners Wohnhaus 1945/46

Bei der am 1. September in Dresden durchgeführten Kommunalwahl erzielten die bürgerlichen Parteien gemeinsam die Mehrheit. Durch eine Vereinbarung im antifaschistischen Parteienblock sollte aber die SED den Oberbürgermeister vorschlagen. Überraschend verzichtete Leißner bei der Wahl im Stadtrat am 10. Oktober (nach einem Einspruch der SMAS) auf seine Kandidatur. Am 30. November 1946 schied er aus der Dresdner Stadtverwaltung aus.
Während seiner Dresdner Zeit wohnte Leißner im Stadtteil Bühlau.

## Nach dem Oberbürgermeisteramt
Bereits am Tag nach seinem Ausscheiden aus der Dresdner Stadtverwaltung wurde Leißner zum Präsidenten des Landgerichts Bautzen berufen. Ende 1948 erfolgte sein Ausschluss aus der SED, zwei Jahre später wurde er aus politischen Gründen fristlos aus dem sächsischen Justizdienst entlassen. Leißner siedelte im Juni 1950 in die BRD über. Vom Notaufnahmelager Gießen aus wurde Leißner in den Stadtkreis Wiesbaden eingewiesen. Er arbeitete dort zunächst als Hilfsdezernent beim Regierungspräsidium und ab Februar 1951 im Hessischen Ministerium des Innern.
Nach seiner Pensionierung war Leißner drei Jahre in West-Berlin tätig. Dort sammelte er, auch angeregt durch persönliche Erfahrungen, Material über die Verwaltungswirklichkeit und die Stellung der Staatsangestellten in der SBZ beziehungsweise in der DDR. Aus den Ergebnissen seiner Untersuchungen entstand 1961 das Buch Verwaltung und öffentlicher Dienst in der Sowjetischen Besatzungszone Deutschlands; eine kritische Würdigung aus gesamtdeutscher Sicht.

## Werke
- Gustav Leißner: Verwaltung und öffentlicher Dienst in der sowjetischen Besatzungszone Deutschlands. Eine kritische Würdigung aus gesamtdeutscher Sicht. W. Kohlhammer GmbH, Stuttgart und Köln 1961, DNB 452790166.